# Lianozovo
Il quartiere Lianozovo (in russo Район Лианозово?) è un quartiere di Mosca sito nel Distretto Nord-orientale.
Nella sua area sorgeva in passato l'abitato di Altuf'evo, menzionato per la prima volta in documenti del 1585, il toponimo Altuf'evo è probabilmente legato alla famiglia dei proprietari o dei primi coloni che si stabilirono nell'area.
Lianozovo prende il nome da Georgij Martinovič Lianozov, di origine armena, magnate del petrolio e esclusivista dell'esportazione del caviale verso l'Europa Occidentale, che ne acquisì la proprietà nel 1888.
Il territorio del quartiere è confluito nel comune di Mosca nel 1960.